# Ancône
Ancône (occitanska: Ancona ) är en kommun i departementet Drôme i regionen Auvergne-Rhône-Alpes i sydöstra Frankrike. Kommunen ligger i kantonen Montélimar 1er Canton som tillhör arrondissementet Nyons. År 2022 hade Ancône 1 353 invånare.

## Befolkningsutveckling
Antalet invånare i kommunen Ancône
Referens:INSEE